# Vidole lyra
Vidole lyra är en spindelart som beskrevs av Griswold 1990. Vidole lyra ingår i släktet Vidole och familjen Phyxelididae. Inga underarter finns listade i Catalogue of Life.